# Venda
Denna artikel behandlar bantustanet Venda. För folket, se venda (folk). För språket, se venda (språk).
Venda var under apartheidtiden ett bantustan för folket venda i nordöstra Sydafrika, mot gränsen till Zimbabwe. Området fick formell självständighet 1979, men självständigheten erkändes aldrig utanför Sydafrika. Bantustansystemet gavs upp i slutet av apartheidtiden, och Venda uppgick i Sydafrika den 27 april 1994. Det är numera del av provinsen Limpopo.